# Juan de Cerezuela
Juan de Cerezuela (Cañete, Cuenca, final do século XIV – Talavera de la Reina, Toledo, 4 de fevereiro de 1442) foi um arcebispo espanhol. Era irmão por parte de mãe de Álvaro de Luna.

## Biografia
Graças à influência de seu irmão junto ao rei João II de Castela, ascendeu rapidamente na carreira eclesiástica. Era listado como parente do Papa Bento XIII. Em 1422 já era abade de Castrojeriz.
Foi nomeado bispo de Osma em 2 de outubro de 1422. Participou ativamente nos conflitos com os infantes de Aragão, e esteve presente na maioria das campanhas reais. Por solicitação do rei, foi nomeado arcebispo de Sevilha em 7 de janeiro de 1433, após fazer acusado Diego de Anaya, com acusações falsas. Também por influência real, foi eleito em outubro e nomeado em 8 de novembro de 1434 como arcebispo de Toledo.
Em algumas ocasiões, foi nomeado juiz delegado pelo papa para questões que poderiam ser de interesse da monarquia. É mencionado, pelo menos em 1441, no Conselho Real. Participou ativamente na política da época, sempre ao lado do irmão, o condestável, e do rei. Porém, esteve em tensões com o cabildo da Arquidiocese. A rebelião da nobreza e o regresso dos infantes complicaram ainda mais sua situação. Com a entrada do Infante Henrique haveria a destruição da capela do condestável na catedral, bem como o ataque a outros bens seus ou do seu irmão. Ao mesmo tempo, o arcebispo tentou entregar Talavera de la Reina ao seu irmão, o que levou à ruptura total com o cabildo, que o depôs em 1441. Por pressões de vários tipos, incluindo o papa, em novembro foi readmitido na sé através de cerimônia realizada na catedral. Morreu três meses depois.